# Utila Airport
Utila Airport är en flygplats i Honduras.   Den ligger i departementet Departamento de Islas de la Bahía, i den norra delen av landet, 230 km norr om huvudstaden Tegucigalpa. Utila Airport ligger 9 meter över havet. Den ligger på ön Isla de Utila.
Terrängen runt Utila Airport är mycket platt. Havet är nära Utila Airport österut.  Närmaste större samhälle är Utila, 2,3 km sydväst om Utila Airport. 